# 親鸞賞
親鸞賞（しんらんしょう）は、親鸞を記念した一般財団法人本願寺文化興隆財団（理事長・大谷暢順）主催の文学賞である。対象は優秀な文学である。ジャンルは限定しない。2000年に設立された。受賞者は1年置きに偶数年の10月に発表され、授賞式は12月に東本願寺東山浄苑で行われる。賞金は200万円。

## 選考委員
2018年現在
- 加賀乙彦（小説家）
- 中西進（国文学者）
- 沼野充義（スラブ文学者）

過去
- 瀬戸内寂聴（僧、小説家）
- 黒井千次（小説家）

## 受賞者
| 回 | 年   | 受賞者        | 受賞作                        |
| -- | ---- | ------------- | ----------------------------- |
| 1  | 2000 | 辻井喬        | 『沈める城』                  |
| 2  | 2002 | 水上勉        | 『虚竹の笛』                  |
| 3  | 2004 | 池澤夏樹      | 『静かな大地』                |
| 4  | 2006 | 高村薫        | 『新リア王』                  |
| 5  | 2008 | 立松和平      | 『道元禅師』                  |
| 6  | 2010 | 宮尾登美子    | 『錦』                        |
| 7  | 2012 | 稲葉真弓      | 『半島へ』                    |
| 8  | 2014 | 木内昇 和田竜 | 『櫛挽道守』 『村上海賊の娘』 |
| 9  | 2016 | 澤田瞳子      | 『若冲』                      |
| 10 | 2018 | 諸田玲子      | 『今ひとたびの、和泉式部』    |
| 11 | 2020 | 朝井まかて    | 『グッドバイ』                |